# Stora Klingen
Stora Klingen är en sjö i Norbergs kommun och Sala kommun i Västmanland och ingår i Norrströms huvudavrinningsområde. Sjön är 3,4 meter djup, har en yta på 0,28 kvadratkilometer och befinner sig 78,3 meter över havet. Sjön avvattnas av vattendraget Prästhytteån.

## Delavrinningsområde
Stora Klingen ingår i det delavrinningsområde (666007-151948) som SMHI kallar för Ovan Häggebäcken. Medelhöjden är 113 meter över havet och ytan är 38,66 kvadratkilometer. Det finns inga avrinningsområden uppströms utan avrinningsområdet är högsta punkten. Prästhytteån som avvattnar avrinningsområdet har biflödesordning 3, vilket innebär att vattnet flödar genom totalt 3 vattendrag innan det når havet efter 189 kilometer. Avrinningsområdet består mestadels av skog (75 procent) och jordbruk (11 procent). Avrinningsområdet har 0,43 kvadratkilometer vattenytor vilket ger det en sjöprocent på 1,1 procent.